# Regionserierna i baseboll 2012
Regionserierna i baseboll 2012 är den för 2012 års säsong näst högsta serien i baseboll. Totalt deltar 12 lag i serien, uppdelade i två grupper (den norra gruppen med sju lag och den södra med fem). De två främsta i varje grupp går vidare till kvalserien till Elitserien i baseboll med chans att gå upp till den högsta serien.

## Norra gruppen
Alla lag spelar mot varandra två gånger, vilket ger totalt tolv matcher per lag. De två främsta går vidare till kvalserien.
| Nr | Lag                  | Matcher | Vunna | Förlorade | Vinstprocent |
| -- | -------------------- | ------- | ----- | --------- | ------------ |
| 1  | City/Kungsängen      | 12      | 9     | 3         | 75,0 %       |
| 2  | Rättvik Butchers     | 12      | 9     | 3         | 75,0 %       |
| 3  | Enskede              | 12      | 8     | 4         | 66,7 %       |
| 4  | Los Nicas            | 12      | 7     | 5         | 58,3 %       |
| 5  | Sundsvall Mosquitoes | 10      | 3     | 7         | 30,0 %       |
| 6  | Nyköping             | 10      | 2     | 8         | 20,0 %       |
| 7  | Umeå Blue Harriers   | 12      | 2     | 10        | 16,7 %       |

## Södra gruppen
Alla lag spelar mot varandra två gånger, vilket ger totalt åtta matcher per lag. De två främsta går vidare till kvalserien. Vinnaren Skövde Saints avböjde spel i kvalserien, så trean Sölvesborg Firehawks fick kvalplatsen i stället.
| Nr | Lag                  | Matcher | Vunna | Förlorade | Vinstprocent |
| -- | -------------------- | ------- | ----- | --------- | ------------ |
| 1  | Skövde Saints        | 8       | 7     | 1         | 87,5 %       |
| 2  | Tranås               | 8       | 4     | 4         | 50,0 %       |
| 3  | Sölvesborg Firehawks | 8       | 4     | 4         | 50,0 %       |
| 4  | Malmö Pilots         | 8       | 4     | 4         | 50,0 %       |
| 5  | Göteborg BF          | 8       | 1     | 7         | 12,5 %       |

## Kvalserie
Se Elitserien i baseboll 2012: Kvalserie.